# Haki R. Madhubuti
Haki R. Madhubuti (né Donald Luther Lee le 23 février 1942 à Little Rock dans l'Arkansas) est un poète, écrivain, essayiste et éditeur américain et une des figures du Black Arts Movement.

## Biographie

### Jeunesse et formation
Haki R. Madhubuti est le fils de James L. Lee et de Maxine Graves Lee. La famille Lee emménage à Détroit dans le Michigan, James L. Lee abandonne sa famille, Maxine Lee se retrouve seule pour élever ses enfants, Madhubuti / Donald Luther et sa sœur Jacqueline. Madhubuti vit très mal la condition de misère liée à une société raciste au point qu'il déteste le fait qu'il soit noir, il était dans une haine de soi, Maxine pour l'aider à comprendre ce que pouvait signifier être noir, lui demande d'emprunter à la bibliothèque le roman de Richard Wright, Black Boy, qu'il lit d'une seule traite, cette lecture l'aide à accepter sa négritude et va dévorer les auteurs afro-américains comme W.E.B Dubois, Langston Hughes, Alain Locke, Joel Augustus Rogers, chantre de la fierté noire, de la culture noire et de ses racines africaines. Maxine, pour assumer ses charges familiales, occupe divers petits emplois, expulsée vivant dans la rue, la misère la conduit à se prostituer, pour supporter sa déchéance, elle consomme alcool et drogue, Maxine décède à 35 ans, battue à mort par un de ses clients lors, d'une passe, Madhubuti confie à un journaliste qu'elle était tellement défigurée par les coups qu'on osait pas ouvrir le cercueil. Après la mort de sa mère, lui et sa sœur sont recueillis par une tante de Chicago, Madhubuti n'a que 16 ans et sa sœur Jacqueline 14 ans avec la charge d'un enfant,. Il suit ses études secondaires à la Dunbar Vocational High School (en) située à Bronzeville dans la banlieue de Chicago,.
À ses 18 ans il s'engage dans l'armée américaine, il y reste de 1960 à 1963.
De retour à la vie civile, il fréquente différents établissement universitaires, le City Colleges of Chicago (en) (1966), la Roosevelt University de Chicago (1966–1967) et l'université de l'Iowa où il obtient le Master of Fine Arts (mastère 2),.

### Carrière
De 1963 à 1967, il travaille comme apprenti conservateur de bibliothèque au DuSable Museum of African American History de Chicago.
En 1967, il édite à compte d'auteur son premier recueil de poésie Think Black, il vend ses mille exemplaires devant les arrêts de bus de Chicago, au bout d'une semaine il en vendu 600 exemplaires.
En 1968, il rencontre Gwendolyn Brooks qui le présente à l'éditeur Dudley Randall, ce dernier publie une version augmentée de Think Black, et son second recueil de poésie Black Pride par sa maison d'édition Broadside Lotus Press (en).
De 1968 à 1978, il sera en résidence littéraire dans plusieurs universités, à l'université Cornell (1968-1969), au Northwestern College (Illinois) (en) (1969-1970), et à l'université Howard (1970-1978).
En décembre 1967, il achète un duplicateur à alcool (ronéotype) grâce à des honoraires de 400 dollars perçus pour une lecture publique et, avec l’aide des poètes Carolyn Rodgers et Johari Amini (en), il crée sa propre maison d’édition, Third World Press (en) dans son appartement situé dans un sous-sol à West Englewood. Third World Press devient une maison d'édition majeure dans la presse afro-américaine, elle publie plus de 300 livres de tous les genres écrits par des écrivains afro-américains sur les problèmes des Afro-Américains les lecteurs afro-américains et a façonné le débat sur ce que signifie être noir en Amérique. Parmi les auteurs publiés figurent : Gwendolyn Brooks, Amiri Baraka, Sonia Sanchez, Gil Scott-Heron, Keorapetse Kgositsile, Askia M. Touré (en), Cornel West, Marian Wright Edelman, Ishmael Reed, Gloria Naylor,St. Clair Drake (en), Ruby Dee, Chancellor Williams (en).
Son essai , Black Men: Obsolete, Single, Dangerous? The African American Family in Transition est vendu à plus d'un million d'exemplaires.
En 1973, lors d'un voyage en Afrique, un institut africain lui donne le nom en Swahili de Haki R. Madhubuti, qui signifie "justice, éveil, force, précis".
Madhubuti enseigne dans diverses universités : le Collège Columbia de Chicago, l'université Cornell, l'université de l'Illinois à Chicago, l'université Howard, l'université d'État Morgan, et l'université de l'Iowa. Il est professeur émérite de littérature à l'université d'État de Chicago où il a créé le Gwendolyn Brooks Center et dirige le service Master of Fine Arts en création littéraire.

### Vie privée
En 1963, il épouse l'écrivaine Johari Amini (en), avec qui il a fondé les éditions Third World Press (en).
En 1974, il épouse en secondes noces l'universitaire Carol D. Lee qui prend le nom de Safisha Madhubuti, le couple donne naissance à trois enfants Laini Nzinga, Bomani Garvey et Akili Malcolm.

## Œuvres (sélection)
- (en-US) Haki R. Madhubuti, Enemies : The Clash of Races, Third World Press, 1er juin 1978, 272 p. (ISBN 0-88378-073-9),
- (en-US) Haki R. Madhubuti, From Plan to Planet : Life Studies : The Need for Afrikan Minds and Institutions, Third World Press, 1er juin 1979, 158 p. (ISBN 0-88378-066-6),
- (en-US) Haki R. Madhubuti, Black Men, Obsolete, Single, Dangerous? : The Afrikan American Family in Transition, Third World Press, 1990, 276 p. (ISBN 0-88378-135-2),
- (en-US) Haki R. Madhubuti, Don't Cry, Scream, Third World Press, 1er juin 1992, 64 p. (ISBN 0-88378-016-X),
- (en-US) Haki R. Madhubuti et Eugenia Collier, Claiming Earth : Race, Rage, Rape, Redemption : Blacks Seeking a Culture of Enlightened Empowerment, Third World Press, 1994, rééd. 1 juillet 1995, 250 p. (ISBN 0-88378-090-9),
- (en-US) Haki R. Madhubuti, Groundwork : New and Selected Poems, 1966-1996, Third World Press, 1er janvier 1996, 329 p. (ISBN 0-88378-173-5),
- (en-US) Haki R. Madhubuti, Heartlove : Wedding and Love Poems, Third World Press, 1er mai 1998, 104 p. (ISBN 0-88378-202-2)
- (en-US) Haki R. Madhubuti, Tough Notes : A Healing Call for Creating Exceptional Black Men, Third World Press, 1er mai 2002, 150 p. (ISBN 0-88378-236-7),
- (en-US) Haki R. Madhubuti, Run Toward Fear : New Poems and a Poet’s Handbook, Third World Press, 1er juin 2004, 68 p. (ISBN 0-88378-265-0),
- (en-US) Haki R. Madhubuti, YellowBlack : The First Twenty-One Years of a Poet's Life, Third World Press, 2005, 272 p. (ISBN 0-88378-275-8),
- (en-US) Haki R. Madhubuti et Lasana D. Kazembe, Not Our President : New directions from the Pushed Out, The Others and the Clear Majority in Trump's Stolen America, Third World Press, 16 septembre 2017, 456 p. (ISBN 978-0-88378-372-6 et 0-88378-372-X)

## Prix et distinctions (sélection)
- 1969 : boursier du National Endowment for the Arts[8],
- 1973 : lauréat du Kuumba Workshop Black Liberation Award[2],
- 1975 : lauréat du Broadside Press Outstanding Poet’s Award[13],
- 1982 : boursier du National Endowment for the Arts,
- 1988 : lauréat du National Council of Teachers of English Award,
- 1984 : lauréat du DuSable Museum Award pour son excellence en poésie,
- 2015 : lauréat du Fuller Award, décerné par la Poetry Foundation et le Chicago Literary Hall of Fame, pour l'ensemble de son œuvre[14],[15].